# Christian Berge
Christian Berge, född 19 juli 1973 i Trondheim, är en norsk handbollstränare och tidigare handbollsspelare (mittnia). Han var tidigare förbundskapten för Norges herrlandslag, från 2014 till 2022. Där nådde han stora framgångar, bland annat två VM-silver (2017 och 2019) och ett EM-brons (2020). Sedan mars 2022 är han tränare för Kolstad Håndball.